# 于金明
于金明（1958年1月30日—），山东潍坊人，汉族，中国放射肿瘤学家，中国工程院医药卫生学部院士。中共十七大代表，第十、十二、十三届全国人大代表。现任山东省人大常委会委员、教科文卫委员会副主任，山东第一医科大学（山东省医学科学院）名誉校（院）长、山东省肿瘤医院院长。

## 生平
1979年考入昌潍医学院医疗系临床医疗专业，1983年毕业后分配到山东省肿瘤防治研究院工作，历任主治医师、放疗科副主任、放疗科主任、副院长、院长，其中1988年至1992年被派往美国东弗吉尼亚医学院放射肿瘤中心做访问学者。2003年获山东大学影像医学与核医学博士学位。2011年，当选中国工程院院士。2012年，任山东省医学科学院名誉院长。2019年，聘为中国医学科学院学部委员。